# Peter Utaka
Peter Utaka, nigerijski nogometaš, * 12. februar 1984, Enugu, Nigerija.
Za nigerijsko reprezentanco je odigral 7 uradnih tekem in dosegel tri gole.